# FairCoop
FairCoop is een mondiale open coöperatie die streeft naar een alternatief economisch systeem, gebaseerd op samenwerking, ethiek, solidariteit en rechtvaardigheid in economische betrekkingen. De leden ijveren via het internet buiten de grenzen en controle van de landen en staten voor een samenleving met zo min mogelijk economische en sociale verschillen waarbij de commons bijdragen aan een nieuwe wereldwijde rijkdom voor alle mensen.

## Geschiedenis
Eind april 2014 begon Enric Duran van de Catalan Integral Cooperative (CIC) het idee uit te werken dat uiteindelijk leidde tot FairCoop. Na een uitgebreid onderzoek naar cryptogeld koos hij FairCoin. De redenen hiervoor waren de geschiedenis van deze valuta en de mogelijkheid om het project anoniem te ontwikkelen. Later openbaarde hij zijn identiteit en deelde hij zijn plan met de andere leden van het ontwikkelteam, om samen te werken voor FairCoin.
In mei, juni en juli 2014 deelde Duran het project met verschillende partners van het CIC en de P2P Foundation zoals Michael Bauwens en Stacco Troncoso. Ook deelde hij het project met ontwikkelaars van Dark Wallet zoals bitcoinontwikkelaar Amir Taaki en Paul Martin, en met diverse andere mensen en initiatieven wereldwijd. Daardoor werd het mogelijk FairCoop op 17 september 2014 te lanceren.

## Doelstellingen
Michel Bauwens bepaalde vier belangrijke uitgangspunten:
- De wetten van de coöperatie zijn gericht op commons.
- Het bevat een overheidsmodel dat alle betrokkenen erbij betrekt.
- Het draagt actief bij aan het creëren van immateriële gemeenschappelijke goederen en diensten.
- Het is maatschappelijk en politiek georganiseerd op een mondiaal niveau, ook als het lokaal produceert.

FairCoop combineert de voordelen van nieuwe gedecentraliseerde technologieën met ethische principes en ervaringen van activisten en groepen die een nieuw economisch systeem proberen te creëren gebaseerd op samenwerking en economische rechtvaardigheid. De coöperatie biedt financiële hulp en diensten voor het creëren en verspreiden van gratis gemeenschappelijke rijkdom.
Op lange termijn streeft FairCoop naar het maken van een omgeving om een nieuw sociaal en economisch systeem op te bouwen, gebaseerd op gedecentraliseerde samenwerking, wat er voor zal zorgen dat natiestaten en centrale banken niet meer per se nodig zijn. Op korte termijn streeft FairCoop naar het creëren van ruimte voor echte samenwerking, met projecten overal ter wereld voor de mensheid als geheel.

## Voorgesteld economisch systeem
Een van de belangrijkste doelstellingen van de FairCoop is het creëren van een nieuw mondiaal economisch systeem gebaseerd op samenwerking, ethiek, solidariteit en rechtvaardigheid in de economische betrekkingen. Hiervoor worden de volgende bronnen gebruikt:
- Faircoin: Een cryptovaluta met behoud van waarde. Het doel op lange termijn is het vormen van referentieprijzen.[7][19][20][21][22][23][24]
- Fairfunds: Faircoinfondsen voor donaties aan verschillende soorten projecten: The Global South Fund is voor de empowerment van lokale projecten op verschillende niveaus. Voor wereldwijde projecten zijn er het Commons Fonds en de Technological Infrastructure Fund.[17]
- Fairsaving: Een bron voor ethisch sparen, dat volledig losstaat van het centrale banksysteem en staatscontrole, voornamelijk voor de leden die net beginnen op het gebied van walletveiligheid.
- FairStarts: Een netwerk van incubators voor hulp met het ontwikkelen van transnationale, open en coöperatieve projecten die werken aan een gezamenlijke productie-economie.
- FairMarket: De virtuele markt van FairCoop, die alle FairCoop leden toestaat FairCredit te gebruiken en die elke gebruiker toestaat goederen en diensten te kopen met FairCoin[17]. Dit project functioneert onder het concept van 'open coöperatief'. De eerste alfa testversie werd gelanceerd op World Fair Trade Day 2015.